# Dekemhare
Dekemhare es una ciudad de Eritrea, al sudeste de Asmara.
Desarrollada por Italia como centro industrial, llegó a ser conocida por sus viñedos, pero fue destruida casi en su totalidad en la guerra de la independencia de Eritrea.
Pertenece a la región de Mar Rojo Norte; cuenta con 30.810 habitantes según censo de 2005, lo que la coloca como cuarta ciudad por población. 